# 100% negro cumbiero
100% Negro Cumbiero es el cuarto disco de la banda argentina de cumbia villera Damas Gratis, lanzado en el año 2004. El disco está compuesto por canciones originales y otras canciones recortadas que provienen de los discos anteriores (Para los pibes y Operación Damas Gratis) grabadas de un recital en vivo de la banda y posteriormente masterizado.
En este disco, todos los temas se hicieron en el año 2002, como «Sos Gobernado» y «Flor», entre otros, y se conserva la primera versión de la versión del grupo Los Chicos Malos de «Sufre Cheto», que luego se pasó a llamar «El Super Cheto», para luego ser reeditado y puesto en este álbum. Además del tradicional estilo de cumbia villera de la banda, se incluyeron temas que mezclan Cumbia colombiana y Reguetón (Intro instrumental y Menea para mí), Cachaca paraguaya (Flor y Sos un gobernado) y Ska (Industria Argentina), géneros que también estuvieron presentes en el anterior trabajo de la banda, mientras que para mantener el tributo a Los Mirlos, principal inspiración de Lescano, se incluyeron en la parte grabada en vivo los temas instrumentales "La Danza de los Mirlos" y "El Lamento de la Selva"
El disco resultó muy popular en los barrios bajos y villas miserias de Argentina, donde el nombre del disco, 100% Negro Cumbiero, pasó a ser un símbolo de los jóvenes marginados, especialmente, de los cumbieros. A partir de este momento, las expresiones "negro" y "villero" dejaron de ser insultos, sino que pasaron a ser palabras con las que se sentían identificados con orgullo. Pablo Lescano se tatuaría esa frase en el pecho, y desde entonces se utiliza en remeras, tatuajes y calcos, entre otros medios.

## Lista de canciones
| 100% Negro Cumbiero |                                                   |          |  |
| N.º                 | Título                                            | Duración |  |
| 1.                  | «Intro»                                           | 0:48     |  |
| 2.                  | «Menea para mí»                                   | 3:24     |  |
| 3.                  | «El humo de mi fasito»                            | 3:31     |  |
| 4.                  | «El súper cheto»                                  | 5:34     |  |
| 5.                  | «Mi alto faso»                                    | 4:13     |  |
| 6.                  | «El boxeador»                                     | 4:18     |  |
| 7.                  | «Flor»                                            | 2:59     |  |
| 8.                  | «Chica bandida»                                   | 3:28     |  |
| 9.                  | «Sos un gobernado»                                | 2:57     |  |
| 10.                 | «Industria Argentina (100% Argentina)»            | 4:59     |  |
| 11.                 | «Alza las manos» (de Operación Damas Gratis)      | 1:36     |  |
| 12.                 | «La danza de los mirlos» (de Hasta las manos)     | 0:38     |  |
| 13.                 | «El churro verde» (de Operación Damas Gratis)     | 1:18     |  |
| 14.                 | «Mi flor» (de Hasta las manos)                    | 1:15     |  |
| 15.                 | «Yo tengo una piedra» (de Operación Damas Gratis) | 0:57     |  |
| 16.                 | «La pikadura» (de Operación Damas Gratis)         | 1:13     |  |
| 17.                 | «No eres para mí» (de Hasta las manos)            | 2:09     |  |
| 18.                 | «El vago fumanchú» (de Operación Damas Gratis)    | 2:20     |  |
| 19.                 | «Ké difícil» (de Operación Damas Gratis)          | 2:13     |  |
| 20.                 | «No tomes» (de Hasta las manos)                   | 2:34     |  |
| 21.                 | «Los dueños del pabellón» (de Para los pibes)     | 1:50     |  |
| 22.                 | «Sólo aspirina» (de Para los pibes)               | 1:29     |  |
| 23.                 | «Quieren bajarme» (de Operación Damas Gratis)     | 0:40     |  |
| 24.                 | «El ganador» (de Para los pibes)                  | 0:26     |  |
| 25.                 | «Todo roto» (de Para los pibes)                   | 1:13     |  |
| 26.                 | «El lamento de la selva»                          | 2:16     |  |
| 27.                 | «Menea para mí» (Versión remix)                   | 3:52     |  |
| 63:46               |                                                   |          |  |